# Галатея (Пігмаліон)
Галатея (грец. Γαλάτεια) — персонаж давньогрецької міфології. Статуя прекрасної дівчини, яку вирізьбив кіпрський цар Пігмаліон і оживила богиня кохання Афродіта.

## Ім'я
Галатея — «молочна», від грецького γάλα—"молоко". Ім'я отримала через те, що була зроблена з білого мармуру (за іншим варіантом — зі слонової кості). Існує версія, що це ім'я вперше з'явилося у 1762 р. у творі Ж.-Ж. Руссо «Пігмаліон», за доби античності ім'я статуї Пігмаліона не згадується.

## Міф
За переказами, Галатею створив великий митець Пігмаліон, який гордував жінками і весь вільний час присвячував різьбярству. Одного разу він почав різьбити з найкращого пароського мармуру дівочу постать, і, захопившись, створив фігуру дівчини, красою подібною до богині. Під час свята Афродіти, яке особливо пишно відзначали на Кіпрі, бо саме на його землю вона вперше ступила  з морських хвиль, Пігмаліон звернувся до богині з проханням, щоб його дружина була схожа на ту, що вирізьблена скульптором власноруч із каменю. Афродіта перетворила статую на живу дівчину, яка стала дружиною Пігмаліона. Історія їхнього подальшого життя існує в різних версіях: за першою, Галатея народжує двох доньок — Мефарму і Пафо (Пафос, Патос), за іншою версією, двох синів — Пафа і Кініра.

## В мистецтві
Міф про Пігмаліона та Галатею надихнув багатьох письменників, художників і композиторів різних країн та епох.

### Живопис
Сюжет про прекрасний витвір Пігмаліона і закоханого творця можна знайти у швейцарського художника Йозефа Вернера, італійців Аньйоло Бронзіно (Галерея Уффіці), та Джуліо Барджелліні, француза Ан-Луї Жироде де Русі-Тріозона (1819, Лувр), британських художників Едварда Берна-Джонса (серія картин олією «Пігмаліон і Галатея», 1875-1878) і Ернеста Норманда; німця Франца фон Штука, нідерландця Маттеуса Тервестена, іспанця Пабло Пікассо.

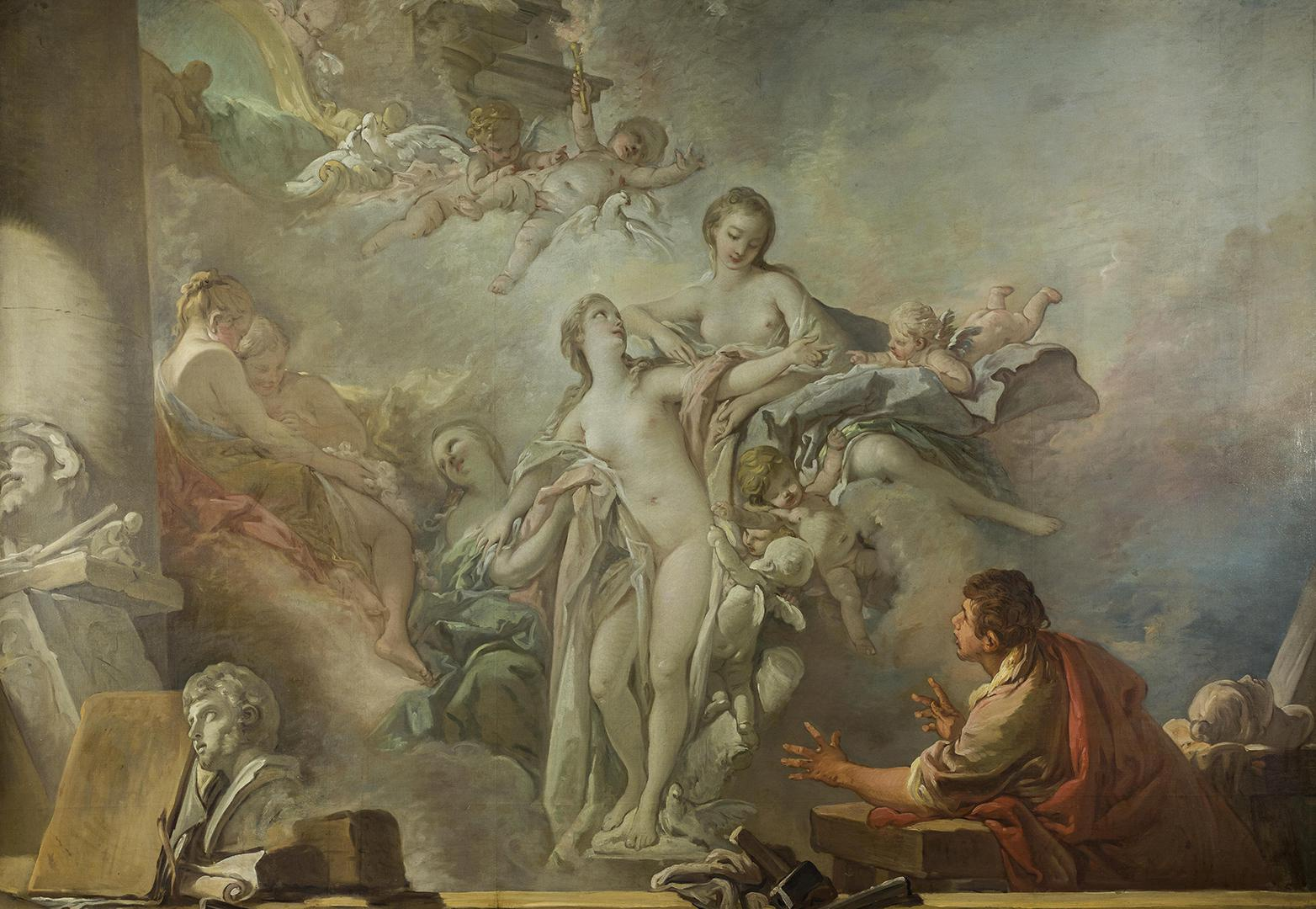
Ф. Буше «Пігмаліон і Галатея» (Ермітаж)

Момент, коли статуя оживає, зображено на картині Жана-Леона Жерома «Пігмаліон і Галатея» (музей Метрополітен), і на картині Франсуа Буше, створеній для стелі Петербурзької Академії мистецтв, де Галатею оживляє Афродіта зі своїм почтом, а також у скульптурних групах Родена і Фальконе.

### Музика
Історія Галатеї стала основою лібрето оперети австрійського композитора Франца фон Зуппе «Прекрасна Галатея» (нім.: Die schöne Galathee), написаної в 1865, де Галатея, після того, як ожила, стає настільки примхливою і зрадливою, що Пігмаліон змушений просити богів про те, щоб її знову перетворили на камінь.
Класичний варіант міфу подають опера-балет «Пігмаліон» Жана Рамо (1748) та опера Луїджі Керубіні («Пігмаліон», 1809).